# Afroamerikanische Religion in den Vereinigten Staaten
Als Afroamerikanische Religion in den Vereinigten Staaten werden Religionen und Religionsformen der Nachkommen von Afroamerikanern bezeichnet, die während der Sklaverei in den Vereinigten Staaten in die USA verkauft wurden.
Wird über die Geschichte der Religion in den USA geschrieben, so stehen meist der Puritanismus und die religiöse Verfolgung der ersten Siedler in Europa im Mittelpunkt, die als Ausgangspunkt der europäischen Besiedlung gesehen werden. Dabei wird häufig zu wenig beachtet, dass „Religion in Amerika“ schon vor der Besiedlung von den Ureinwohnern praktiziert wurde (Indianer) und dass ein großer Teil der ersten Einwanderer nicht freiwillig auf den Kontinent kamen, sondern in die Sklaverei verkauft wurden. Ihre Nachkommen entwickelten in diesem Kontext eigene, afroamerikanische Formen von Religion.

## Geschichte

### Anfänge
Während die ersten Afrikaner noch als indentured servants nach Nordamerika kamen, etablierte sich relativ schnell das System der Sklaverei, in dem Menschen aus Afrika wie Waren verkauft wurden. Ob und in welchem Maße diesen Menschen die Ausübung von Religion zugestanden werden sollte oder ob sie missioniert werden sollten, war anfangs in der Sklavenhaltergesellschaft umstritten. Unumstritten war jedoch, dass die traditionellen Religionen, die die Menschen aus Afrika mitbrachten (Afrikanische Religionen), von den Sklavenhaltern abgelehnt wurden.

### Christianisierung während des Great Awakening
Auch wenn es seit den ersten Kontakten zwischen der weißen und der schwarzen Bevölkerung der U.S.A. einen Austausch religiöser Praktiken gegeben hatte (z. B. Aberglaube), so fand ein tatsächlicher Austausch erst im 18. Jahrhundert statt, als die Erweckungsbewegung (Great Awakening) eine vorher nicht dagewesene Welle von religiösem Enthusiasmus auslöste. Ein Grund für die große Popularität der Erweckungsbewegung lag darin, dass sie ein Ventil für weniger Privilegierte (Frauen, arme Landarbeiter ohne Landbesitz, Indianer) wie auch für Sklaven war, die hier vor Teilnehmern aus allen Schichten der Gesellschaft für ihre Gruppe sprechen und wichtige religiöse Funktionen übernehmen konnten.
Viele Afroamerikaner konvertierten zum Christentum und nutzten die Bewegung, um sich zu organisieren, zu predigen und gleichberechtigt mit „Weißen“ an der Bewegung teilzunehmen. Ab 1830 gab es afroamerikanische Kleriker, die sogar ihre eigenen Bischöfe wählten. Männer wie Richard Allen und Andrew Marshall wurden zu den theologischen Sprechern der Afroamerikaner in der Erweckungsbewegung.
Diese relative Freiheit dauerte jedoch im Süden der U.S.A. nicht lange, die Erweckungsbewegung wurde zu einer Massenbewegung, in der auch die Sklaverei akzeptiert wurde. Die in den Nordstaaten lebenden Afroamerikaner reagierten darauf mit der Gründung eigener religiöser Gemeinschaften. Dies war in den Südstaaten viel schwieriger, musste oft geheim geschehen und führte zu einer geografischen Ausdifferenzierung von Afroamerikanischer Religion.

### Religionsausübung und Abolitionismus
Das 19. Jahrhundert war für die afroamerikanische Bevölkerung der U.S.A. bestimmt durch Bestrebungen, die Sklaverei abzuschaffen (Abolitionismus). Nord- und Südstaaten unterschieden sich in dieser Hinsicht stark, so dass der Wohnort großen Einfluss auf die Möglichkeit zur Religionsausübung hatte.

#### In den Nordstaaten
In den Nordstaaten begannen Methodisten wie Richard Allen und James Varick, sich aus den weißen Kirchenverbänden zurückzuziehen und eigene Denominationen zu gründen. Die African Methodist Episcopal Church entstand 1816, die African Methodist Episcopal Zion Church wurde im Jahr 1821 gegründet. 1840 organisierten die Black Baptists die American Baptist Missionary Convention, die erste von zahlreichen Baptist Conventions (d. h. Zusammenschlüssen mehrerer Einzelkirchen), die alle im Jahre 1895 in der National Baptist Convention der USA. aufgehen sollten. Die Fähigkeit, eigene religiöse Körperschaften zu gründen, die denen der weißen Gesellschaft stark in Glaubenspraxis und -Überzeugungen ähnelten wurde sowohl von den Afroamerikanern als auch von weißen Vertretern der Emanzipation als Argument für die Gleichberechtigung bzw. die Abschaffung der Sklaverei ins Feld geführt.

#### In den Südstaaten

##### Restriktionen
In den Südstaaten war durch die Sklaverei die religiöse Freiheit der Afroamerikaner stark eingeschränkt. Oft war es den Sklaven gesetzlich verboten, den in den Nordstaaten gegründeten Kirchen beizutreten oder aber eigene offizielle religiöse Institutionen zu gründen. Häufig lehnten sie es auch ab, die ihnen von den Sklavenhaltern erlaubten Gottesdienste bei weißen Predigern zu besuchen, da ihnen bei dieser Gelegenheit häufig Gehorsam und Akzeptanz der Sklaverei gepredigt wurden. Es entwickelte sich eine Ausdifferenzierung der religiösen Praxis in äußerliche Anpassung an die Forderungen der Sklavenhalter und innerliches Festhalten an eigenständiger Religionsausübung.

##### „Unsichtbare Kirche“
Um Verbote zu umgehen, verlegten die Afroamerikaner in den Südstaaten ihre religiöse Praxis an geheime Orte und Zeiten (invisible institution). Die Gottesdienste waren typischerweise ein gemeinsames Singen, das durch Zurufe einzelner Teilnehmer, die so ihre Gedanken und Emotionen mit der Gruppe teilten, angereichert wurde. Oft mündete diese Kommunikation über improvisierte Musik in ein Nacherleben (re-enactment) bestimmter biblischer Szenen von besonderer Bedeutung für die Afroamerikaner. Solch eine Szene war z. B. der Exodus der Israeliten aus Kanaan, wobei Jesus als ein zweiter Moses gesehen wurde, der die Afroamerikaner aus der Sklaverei führen würde. Die in dieser Form ausgedrückte Hoffnung auf Befreiung aus der Sklaverei verknüpfte religiöse Vorstellungen von der Erwartung des jüngsten Gerichts mit der Erwartung der weltlichen Emanzipationsbewegung.

##### Erweckungserlebnis
Das Erweckungserlebnis, ein zutiefst individuelles Ereignis, das daher Autorisierung durch den weißen Klerus überflüssig machte, das jedoch in der (geheimen) Gemeinde verkündet wurde, war hier der wichtigste Punkt in der Biografie eines Gläubigen. Durch die Konversion zu Gott konnte die Gläubigen in der Religion eine Bestätigung ihres Werts als Menschen finden, die ihnen in der Alltagswelt als Sklaven verwehrt war. Statt offizieller Rituale und Predigten drückte sich der Glaube der Afroamerikaner in Geschichten, Liedern und eigenen Traditionen aus.

##### Abgrenzung nach außen
So konnten sie sich von der die Sklaverei bejahenden Religion der weißen Sklavenhalter abgrenzen. Strikte moralische Grundsätze wurden innerhalb der Gemeinschaft der Afroamerikaner vertreten, für das Verhalten gegenüber den Weißen konnten andere Maßstäbe gelten. Diese moralische Unterscheidung zwischen Weißen und Afroamerikanern sowie die noch mehr an afrikanische Gebräuche erinnernden Formen religiösen Handelns wurden teils nicht nur von Weißen, sondern auch von afroamerikanischen Missionaren aus den Nordstaaten als falsch angesehen.

#### Religiöser Protest gegen die Sklaverei

##### Im Glauben
Obwohl die christlichen Afroamerikaner mit der Bibel ihrer Religion denselben Text zugrunde legten wie die weißen Christen und teilweise gezwungen waren, dieselben Gottesdienste zu besuchen, gab es jedoch Unterschiede im Glauben, die es ihnen ermöglichten, mental oder konkret Widerstand gegen die Sklaverei zu leisten. Sie lehnten die weiße Doktrin des Fluch von Canaan ab, mit dem die angebliche Minderwertigkeit der Afroamerikaner begründet werden sollte. Außerdem hoben sie Bibelstellen hervor, die ihnen in ihrer Situation halfen und verwarfen andere, die die Sklaverei bejahten.
Um der Existenz der Sklaverei einen Sinn zu geben, wurde die Idee entwickelt, dass die Afroamerikaner deswegen nach Amerika verschleppt worden seien, um das Christentum kennenzulernen und dann nach ihrer Befreiung Afrika zu missionieren.

##### Im Handeln
Einige Afroamerikaner verfolgten auch einen strikten moralischen Lebensstil um sich gegen die Dekadenz der Weißen abzugrenzen. Sie engagierten sich in christlichen Organisierungen um die Bildung und Qualifizierung der Afroamerikaner zu verbessern. Außerdem versuchten sie die Pläne der American Colonizing Society zu verhindern, die plante Afroamerikaner nach Afrika zu deportieren. Es entwickelte sich eine afroamerikanische Ausprägung des Christentums, die Anführer von Anti-Sklaverei-Aufständen wie Turner und Vesey als Vollstrecker von Gottes Wille sahen. Teilweise gipfelte sie jedoch auch in „Schwarzem Nationalismus“: 1829 publizierte David Walker, ein freier Afroamerikaner aus Boston, ein Flugblatt, in dem er die Afroamerikaner als die wahren Christen beschrieb, die die Sünde Sklaverei beenden und danach die Welt zum Christentum bekehren würden.

#### Nach dem Sezessionskrieg
Auch nachdem der Sezessionskrieg, der von den Nordstaaten auch zur Abschaffung der Sklaverei geführt wurde und von den Südstaaten als Angriff auf ihre Selbstbestimmung ausgelegt wurde, bestanden erhebliche geografische Unterschiede in der Ausübung von afroamerikanischer Religion.
Während die Afroamerikaner der Nordstaaten versuchten, im gesellschaftlichen Mainstream anzukommen und ihre religiöse Praxis eng mit vorhandenen weißen Kirchen vernetzten und sich an diese anpassten, verweigerten sich die befreiten Sklaven der Südstaaten dieser Entwicklung. Sie zogen es vor, ihre eigenen Kirchen zu gründen und ihre bislang im Verborgenen gepflegten Rituale, Glaubenssätze und Ausdrucksformen, die noch starke Ähnlichkeiten mit afrikanischen Religionen aufwiesen, weiter zu pflegen.
Die weißen Kirchen im Norden verloren nach der Abschaffung der Sklaverei das Interesse, sich gegen die anhaltende Diskriminierung der schwarzen Bevölkerung zu engagieren und mit ihren Kirchen zusammenzuarbeiten. Außerdem wurden sie häufig von den Afroamerikanern selbst als bevormundend empfunden.
Die weißen Kirchen im Süden dagegen hatten große Probleme damit, die Neugründungen der afroamerikanischen Mitbürger zu akzeptieren.

### Neuere Entwicklungen
Die afroamerikanischen Religionen hatten sowohl auf das Civil Rights Movement als auch für das Black Power Movement des 20. Jahrhunderts Einfluss.

## Glaubensgrundsätze
Die Religionsausübung der Afroamerikaner speist sich sowohl aus verschiedenen noch aus Afrika mitgebrachten Religionen (z. B. animistische Religionen, Islam) wie auch aus später angenommenen Religionen wie dem Christentum. Es gibt jedoch einige Konstanten, die alle afroamerikanischen Glaubensgemeinschaften beschäftigen:

### Afrika als historische Realität und religiöses Bild
Durch die deutliche optische Unterscheidbarkeit der meisten Afroamerikaner sowie durch die restriktive One-Drop-Rule wurde ein Verschwinden dieser Gruppe in die Mainstream-Gesellschaft durch Assimilation unmöglich gemacht. Die Gruppenzugehörigkeit über die Hautfarbe blieb also ein entscheidender Faktor des Selbstbildes, der immer wieder auf die gemeinsame Herkunft aus Afrika verwies (historische Realität). Gleichzeitig wurde versucht, die Abwertung, die mit der Kategorie „Afroamerikaner“ verbunden war, zu entschärfen, indem im religiösen Kontext auf vielfältigen Wegen eine Aufwertung des Herkunftsortes Afrika unternommen wurde. Viele Elemente der afroamerikanischen Folklore (Slave Narratives, Predigten, Negro Spirituals, Brer Rabbit oder High John the Conqueror-Geschichten) bewahren afrikanische Elemente von religiöser Bedeutung wie Trickster-Figuren.

### Unfreiwillige Anwesenheit der Afroamerikaner in den USA
Die Ansiedlung von Afrikanern in den USA begann als Zwang. Das Land stellte für sie eine bizarre Realität dar: sie kamen in Kontakt mit einem neuen Lebensraum, wurden aber durch die Sklaverei daran gehindert, eigene Strategien des Umgangs damit zu entwickeln. Passten sie sich jedoch der Unterdrückung des Sklavereisystems an, so konnte das kaum ohne psychologischen Schaden geschehen. Um für Afroamerikaner bedeutsam sein zu können, mussten Religionen diesen Zustand berücksichtigen und eine Form der Opposition bieten. So wurden z. B. im Zuge der Christianisierung biblische Geschichten und Denkfiguren für die Religionsausübung übernommen, jedoch wurde besonders das ausgewählt, was der Lebenswelt der Afroamerikaner entsprach (z. B. die Befreiung des Volks Israel aus Ägypten).

### Gott als Symbol und Erlebnis
Die Götter der afrikanischen Religionen waren weniger aus der täglichen Lebenswelt entfernt als der Gott des Christentums, durch den Ahnenkult waren eher fließende Übergänge zwischen Alltag und übernatürlicher Welt möglich. Dieses Konzept wirkt auch in den afroamerikanischen Religionen weiter. Statt die Dreifaltigkeit des Christentums z. B. als Dogma zu sehen, wird sie eher in Analogie zu den Stufen der afrikanischen Ahnenverehrung verstanden. Die Götter verschiedener Stufen sind Mittler, die durchaus in der Alltagswelt anwesend sein können, auch wenn sie nicht unbedingt die Macht haben, diese Realität auch zu verändern. Viele Negro Spirituals drücken die Nähe zwischen Mensch und Gott aus, auch die Erweckungsgeschichte ist ein wichtiges Genre der afroamerikanischen Religion.